# تفاعل استبدال
تفاعل الاستبدال (يعرف أيضاً باسم تفاعل الإزاحة الوحيد) هو تفاعل كيميائي يتم فيه استبدال مجموعة وظيفية بأخرى في مركب كيميائي.

## التصنيف
تعد تفاعلات الاستبدال من التفاعلات المهمة في الكيمياء العضوية، وهي تصنف بشكل أساسي إلى نوعين حسب الكاشف الكيميائي المستخدم إلى:
- تفاعلات استبدال محبة للإلكترون (إلكتروفيلية)
- تفاعلات استبدال محبة للنواة (نكليوفيلية)

كما يمكن أن تصنف تفاعلات الاستبدال حسب المركب الوسطي النشيط المتشكل أثناء التفاعل إن كان كربانيون أو كربكاتيون أو جذر كيميائي حر. كما يمكن التصنيف حسب الركيزة إلى تفاعلات استبدال أليفاتية أو عطرية.

## مثال
تمثل الهلجنة أحد الأمثلة الشائعة على تفاعلات الاستبدال. على سبيل المثال، عند كلورة الميثان يتعرض غاز الكلور إلى إشعاع، مما يؤدي إلى انفصام الرابطة Cl-Cl، ويتشكل الجذر الكيميائي .Cl، والذي يعد من النكليوفيلات القوية، والتي تكون قادرة على كسر الرابطة C-H التساهمية الضعيفة، وعلى استحواذ البروتون لتشكيل H-Cl، في حين يقوم جذر كلوري آخر بالارتباط مع .CH3 لتشكيل كلور الميثان.
| تفاعل استبدال: كلورة الميثان.     |
| أحد الأمثلة على تفاعلات الاستبدال |

## اقرأ أيضأ
- تفاعل إضافة
- استبدال محب للنواة أحادي الجزيء
- استبدال عطري محب للإلكترونات